# جون كاي (أستاذ جامعي)
جون كاي (بالإنجليزية: John Kay)‏ هو اقتصادي بريطاني، ولد في 1948 في إدنبرة في المملكة المتحدة.